# Sidemount

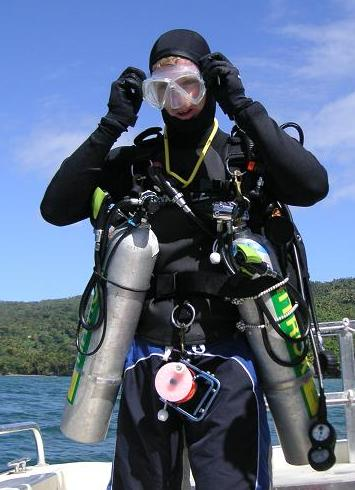
Plongeur équipe en sidemount avant d'entrer dans l'eau.

Le sidemount, signifiant « montage latéral » est une configuration d'équipement de plongée autonome permettant la tenue d'une ou plusieurs bouteilles de plongée le long du plongeur, sous les épaules et le long des hanches, plutôt que sur le dos du plongeur. C'est à l'origine une configuration de plongée souterraine pour permettre le passage de sections étroites, mais aussi pour obtenir une sécurité accrue grâce à une redondance totale en air et un accès facile aux robinets des bouteilles. Cette technique est aussi utilisée pour l'exploration d'épaves.
Le sidemount est de plus en plus populaire dans la communauté de la plongée technique pour le port de bouteilles de décompression, et des formations spécialisées ont fait leur apparition au sein de quelques organismes de certification.

## Historique

### Les années 1960
Le concept du portage latéral des bouteilles d'air est né dans l’univers de la plongée souterraine  au Royaume-Uni au cours des années 1960. Des plongeurs spéléologues ont commencé à expérimenter et à improviser avec des configurations minimalistes, en permettant aux bouteilles d'être facilement enlevées et remplacées, en conservant la capacité de passer à travers les restrictions les plus serrées. La nature de ces explorations dans des puisards exigus n'a pas donné la priorité au besoin de contrôler la flottabilité ou la propulsion sous-marine. Cette approche de l'exploration des cavernes est ainsi généralement appelée le « système anglais ».

### Les années 1970
Au cours des années 1970, le « système anglais » a commencé à être exploité par les plongeurs de caverne américains en Floride. Là-bas, les cavernes sont principalement inondées et impliquent une approche plus axée sur la plongée proprement dite. Les plongeurs intègrent des dispositifs de contrôle de la flottabilité et à déplacer les bouteilles contre la cuisse sous l'aisselle.

### Les années 1990
Au milieu des années 1990, Lamar Hires a conçu le premier système de plongée commercial sidemount, fabriqué par Dive Rite. Les plongeurs ont continué à fabriquer leurs propres configurations.

### Les années 2000
En 2001, Brett Hemphill a conçu le harnais à fixation latérale Armadillo qui servira de base dans de nombreux futurs modèles de harnais à montage latéral. La popularité du sidemount a commencé d'émerger au milieu des années 2010, lorsque la popularité croissante de la plongée technique et souterraine a été communiquée sur internet pour proposer une approche alternative.
L'intérêt croissant pour cette configuration a incité plusieurs fabricants et particuliers à concevoir et vendre leurs propres systèmes. Hollis, OMS, UTD ont développé des équipements, tandis que Steve Bogaerts (un pionnier dans le domaine, né au Royaume-Uni, vivant et plongeant au Mexique) a créé le système « Razor » ainsi qu'une formation à ce type de plongée. Dans le même temps, plusieurs organismes techniques de plongée autonome ont mis au point des programmes officiels de formation sur le sidemount à leurs formations existantes.
Lorsque l'instructeur Jeff Loflin, de l'organisme PADI, a mis au point un cours spécialisé de plongée sidemount, celui-ci s'est avéré apprécié et reproduit par d'autres instructeurs techniques, amenant de type de configuration à un niveau opérationnel et courant pour les plongeurs récréatifs et techniques. D'autres organismes, tels que l'ANDI, l'IANTD, le Scuba schools international (SSI), le TDI , l'UTD,  l'ISE et la FFESSM offrent également une formation dédiée dans leur cursus.

## Particularités

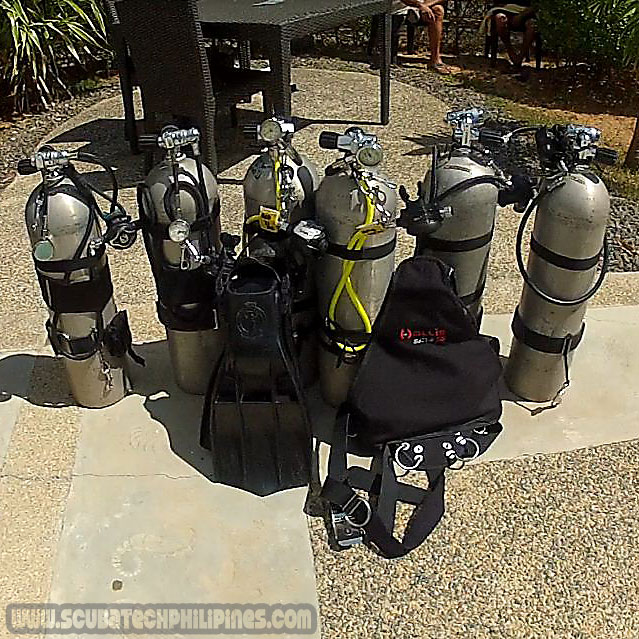
Matériel utilisé en sidemount.

### Flexibilité
Les bouteilles souvent utilisées sont en aluminium et donc généralement disponibles à la location, contrairement aux doubles bouteilles portées sur le dos. Le transport des bouteilles peut être moins exigeant sur le plan physique, au moins pour les configurations classiques. Le matériel est en général plus compact et plus léger que celui nécessaire à une plongée en dorsal.

### Sécurité
Le plongeur a un accès facile aux détendeurs et aux robinets des bouteilles d'air, et il peut les voir. Cela permet d'identifier et de résoudre des problèmes plus rapidement et avec plus de certitude, sans avoir besoin d'exercices de manipulation derrière la tête.
Les parties fragiles sont protégées par le corps du plongeur.
L'utilisation d'au moins deux bouteilles physiquement séparées, avec chacune leur matériel, offre une redondance complète en cas de panne.

### Profil
La configuration place les bouteilles sous les aisselles du plongeur, en ligne avec leur corps, permettant au plongeur de passer à travers la majorité des restrictions grâce à la capacité de décrocher les bouteilles et de les pousser vers l'avant lors de leur passage. De plus, le dispositif de flottabilité est souvent profilé pour ne pas former une zone d'accroche ou de frottement.
Certains plongeurs témoignent d'une meilleure stabilité et d’un meilleur équilibre dans l'eau.